# Live! (álbum de Status Quo)
Live! —también llamado en ciertos países como Status Quo - Live— es el primer álbum en vivo de la banda británica de rock Status Quo, publicado en 1977 por Vertigo Records para el Reino Unido y a través de Capitol Records para los Estados Unidos. Fue grabado los días 27 y 29 de octubre de 1976 en el recinto Apollo Theatre de Glasgow en Escocia y que destaca por el ser la primera producción donde participa el teclista Andy Bown como miembro oficial de la banda.
Alcanzó el puesto 3 en la lista británica UK Albums Chart y en el mismo mes de su publicación, fue certificado con disco de oro por la British Phonographic Industry, tras vender más de 100 000 copias en el Reino Unido.

## Lista de canciones

### Disco uno
| N.º | Título                         | Escritor(es)          | Duración |  |
| 1.  | «Intro/Junior's Wailing»       | White, Pugh           | 5:16     |  |
| 2.  | «Backwater/Just Take Me»       | Parfitt, Lancaster    | 7:39     |  |
| 3.  | «Is There a Better Way»        | Rossi, Lancaster      | 4:30     |  |
| 4.  | «In My Chair»                  | Rossi, Parfitt        | 4:00     |  |
| 5.  | «Little Lady/Most of the Time» | Rossi, Parfitt, Young | 7:00     |  |
| 6.  | «Foty-Five Hundred Times»      | Rossi, Parfitt        | 16:42    |  |

### Disco dos
| N.º | Título                    | Escritor(es)                                             | Duración |  |
| 1.  | «Roll Over Lay Down»      | Rossi, Parfitt, Lancaster, Coghlan, Young                | 5:59     |  |
| 2.  | «Big Fat Mama»            | Rossi, Parfitt                                           | 5:10     |  |
| 3.  | «Caroline/Bye Bye Johnny» | Rossi, Young/Chuck Berry                                 | 12:50    |  |
| 4.  | «Rain»                    | Parfitt                                                  | 4:48     |  |
| 5.  | «Don't Waste My Time»     | Rossi, Young                                             | 4:08     |  |
| 6.  | «Roadhouse Blues»         | Jim Morrison, Ray Manzarek, John Densmore, Robby Krieger | 14:12    |  |

## Músicos
- Francis Rossi: voz y guitarra líder
- Rick Parfitt: voz y guitarra rítmica
- Alan Lancaster: bajo y coros
- John Coghlan: batería
- Andy Bown: teclados
- Bob Young: armónica